# Personaggi di The Wire
The Wire presenta categorie molto variegate di personaggi:

## Dipartimento di polizia di Baltimora

### Jimmy McNulty (stagioni 1-5)
Di origini irlandesi, McNulty è un poliziotto testardo che non si ferma di fronte a nulla pur di raggiungere i suoi obiettivi.
Annega nel lavoro tutte le delusioni della sua vita e passa le serate tra donne e alcool. È separato dalla moglie e ha due figli che vede raramente.
Nella prima stagione, dà inizio alle indagini sul clan di Barksdale contattando il giudice Daniel Phelan e scavalcando il suo diretto superiore William Rawls, maggiore della omicidi. A causa di questa insubordinazione sarà relegato su una barca come membro della polizia fluviale al termine della prima stagione.
Ha rapporti sessuali saltuari con la procuratrice Ronda Pearlman, la quale però si stancherà dell'instabilità di Jimmy e lo lascerà.
Nella seconda stagione il tenente Daniels lo reintegra nella unità operativa durante l'indagine sugli scaricatori di porto. Nella terza stagione, a causa di un fallito tentativo di incastrare Cheese Wagstaff, la Major Crime unit si trova costretta a cambiare bersaglio delle indagini. Il nuovo bersaglio affidatogli è Kintel Williams. McNulty vorrebbe però riaprire il caso Barksdale e incastrare Stringer Bell, ma a seguito di numerosi rifiuti da parte del Tenente Daniels e l’invito di Lester Freamon di mollare questa battaglia e di concentrarsi sul nuovo obbiettivo, decide, sotto suggerimento di Kima Greggs, di scavalcare nuovamente un superiore e rivolgersi al maggiore Colvin del distretto ovest, chiedendogli che andasse a richiedere a Burrel un’investigazione maggiore sulle numerose recenti uccisioni nel suo distretto (causate dalla faida tra la banda di Stanfield e quella di Barksdale). Una volta comunicategli le nuove direttive, Daniels capisce che dietro questa vicenda vi è lo zampino di McNulty. Così gli annuncia che al termine dell’investigazione dovrà trovarsi una nuova unità, dato che con lui ha chiuso.
La Major Crime Unit riprende così ad intercettare la banda degli Barksdale.
Le intercettazioni questa volta hanno successo: McNulty e l'unità speciale riescono a incastrare Bell, ma poco prima che scattino le manette il gangster viene ucciso in un conflitto a fuoco con Omar Little e Brother Mouzone.
Nella stessa stagione ha una breve relazione con Theresa D'Agostino, l'assistente elettorale di Carcetti, ma dopo aver capito di essere usato come una fonte di informazioni sulla polizia, decide di tagliare i rapporti.
Al termine delle indagini, Daniels decide di perdonare McNulty per quanto accaduto all’inizio delle investigazioni, ma Jimmy, abbattuto per la vicenda di Stringer, vedendo concludersi un capitolo della sua vita, decide che è ora di cambiare aria e rigare dritto e così richiede il trasferimento per un posto di pattuglia nel distretto ovest (dove aveva iniziato la sua carriera in polizia). Inizia anche una relazione con Beatrice Russel, la poliziotta della portuale che aveva preso parte alle indagini su Sobotka.
Nella quarta stagione il suo ruolo è marginale: sembra aver dato un taglio ai suoi vizi e la sua storia con Beatrice è sempre più salda.
Negli ultimi episodi riesce a convincere Bodie Broadus, uno spacciatore che in precedenza aveva lavorato con i Barksdale, a testimoniare contro Marlo Stanfield ma, proprio a causa di questa decisione, Bodie sarà ucciso. McNulty decide perciò di rientrare nell'operativa, come obbligo morale nei confronti del ragazzo e per incastrare Marlo.
Nella quinta stagione ritorna alle sue vecchie abitudini: sesso e alcool sono alla base delle sue serate.
Poiché il sindaco Carcetti taglia i fondi per l'indagine su Marlo, Mcnulty e Freamon inquinano le prove di alcune morti accidentali di barboni di Baltimora per creare un killer e ottenere fondi extra.
Con questi fondi riescono a intercettare ed incastrare Marlo, ma vengono scoperti dai capi della polizia. Stanfield viene scagionato perché le prove raccolte non sono ammissibili in tribunale, poiché ottenute illecitamente, mentre i suoi uomini rimangono in carcere. Gli alti funzionari di polizia e municipio non possono però rivelare pubblicamente l'inganno dei due detective, per paura degli effetti che potrebbe avere lo scandalo sulle elezioni; tuttavia McNulty e Freamon sono costretti a licenziarsi, e al Kavanaugh (pub di fiducia di Jimmy e di molti altri poliziotti) viene celebrato l'addio di McNulty con un rito riservato in precedenza a poliziotti morti.
Jimmy riesce a dare un taglio finale ai suoi vizi e a farsi perdonare da Beatrice.
La serie si chiude con le immagini di Mcnulty che guarda da lontano Baltimora.

### Shakima "Kima" Greggs (stagioni 1-5)
Un'agente della narcotici che viene inserita nella unità speciale per le indagini su Barksdale dal suo tenente (Daniels). È lesbica, ben addestrata e dimostra più acume e carattere di molti suoi colleghi maschi. È fidanzata con Cheryl, con la quale ha intenzione di avere un figlio tramite inseminazione artificiale.
Ritiene che la bravura di un poliziotto si evinca dalla qualità dei suoi informatori: il suo è Bubbles, un tossicodipendente alla ricerca di soldi facili per comprare dosi di droga.
Durante un'operazione sotto copertura per incastrare alcuni uomini di Barksdale, viene gravemente ferita e rimane in coma per molte puntate; a seguito di questo incidente decide, su pressione di Cheryl, di ritirarsi dalle attività di strada e decide di ritornare alla narcotici con incarichi burocratici.
Nella seconda stagione decide però di rientrare nell'unità speciale appena riformatasi per indagare su Sobotka. Questo farà incrinare decisamente il rapporto con Cheryl e la loro relazione andrà deteriorandosi sempre di più. Kima si scopre infatti non adatta alla vita di famiglia e inizia a prendere le abitudini di McNulty, passando molte notti tra alcool e sesso senza tornare a casa, sicché Cheryl è infine costretta a cacciarla di casa.
Alla fine della terza stagione, conclusa l'indagine su Barksdale con l'arresto di Avon e la morte di Bell, l'unità viene smembrata e Kima è trasferita alla omicidi. Lì le viene affidato il caso di omicidio di un testimone sotto protezione; la vicenda potrebbe essere sfruttata dal candidato sindaco Carcetti, e il sindaco uscente Royce, d'accordo con il commissario Burrel, decide di affidarlo a Greggs che, essendo nuova nella omicidi, avrebbe potuto incontrare notevoli difficoltà. Nonostante ciò, a elezioni passate Kima risolve il caso scoprendo che la morte del testimone è stata accidentale.
Nella quinta stagione continua a lavorare alla omicidi; scoperta la verità sul killer di barboni inventato da McNulty, sarà lei a rivelare la verità a Daniels. Jimmy e Freamon però la perdonano, in quanto è un buon poliziotto che, se ha parlato, ha fatto allora la cosa giusta da fare.
Riscopre infine un lato materno, cercando di avvicinarsi sempre di più al piccolo Elijah, il bambino che lei e Cheryl avevano deciso di avere.

### Cedric Daniels (stagione 1-5)
Tenente autoritario della narcotici, all'inizio sembra il classico poliziotto più interessato alla carriera che al crimine. McNulty viene inoltre a sapere da un amico agente F.B.I. che Daniels era stato oggetto di un’indagine per corruzione.
È sposato con Marla, che ha grandi ambizioni per il marito.
In seguito tuttavia si scoprirà molto più coraggioso: infatti continuerà le indagini su Barksdale contro il volere dei superiori, in particolare il comandante Burrel, e sarà punito con il trasferimento agli archivi.
Nella seconda stagione Daniels medita l'addio alla polizia: è infatti laureato in legge e vuole intraprendere la carriera di avvocato, come più volte consigliatogli dalla moglie. Tuttavia il comandante del distretto sud-est, Stan Valchek, gli assegna il comando di una nuova unità per indagare su Frank Sobotka; questo, come per l'agente Greggs, incrinerà i rapporti tra lui e la consorte.
Infatti i due si separeranno, e Cedric inizierà una relazione con la procuratrice Rhonda Pearlman, in passato amante di McNulty.
Nella terza e nella quarta stagione riscuote però il credito che si era guadagnato nei confronti degli alti gradi della polizia risolvendo il caso su Sobotka e l'omicidio di 13 ragazze trovate in un container; viene quindi nominato maggiore e viene tenuto in grande considerazione da Tommy Carcetti. Il candidato sindaco lo ritiene infatti per il suo colore e per la sua estraneità al mondo politico il possibile sostituto di Burrel a capo della polizia. Infatti, a seguito dell'elezione di Carcetti, viene nominato colonnello e comandante del distretto ovest al posto del dimissionario Bunny Colvin, abbandonando così la direzione dell'unità operativa. Nel frattempo, è anche al fianco dell'ex moglie nella sua campagna elettorale per il posto di consigliere del distretto ovest.
Nella quinta stagione la sua importanza cresce sempre di più, e viene infine nominato commissario in sostituzione di Burrel. Tuttavia, la sua volontà di non piegarsi alle richieste del sindaco di truccare le statistiche sul crimine gli costerà il posto: infatti Nerice Campbell, il presidente del consiglio comunale, è in possesso di documenti che incriminano Daniels per corruzione. Cedric decide perciò di abbandonare la carriera da poliziotto ed intraprendere finalmente la carriera di avvocato.

### Lester Freamon (stagioni 1-5)
Viene assegnato all'unità operativa all'inizio della prima stagione poiché ritenuto incapace; proviene infatti dal settore pegni, nel quale è stato relegato per 13 anni ("e 4 mesi", come ripete più volte) per aver arrestato il figlio di un potente politico di Baltimora. In precedenza infatti aveva lavorato per la omicidi. Inizialmente appare disinteressato alle indagini e passa il tempo a costruire mobili in miniatura (è il suo hobby, oltre che una discreta fonte di guadagno); col passare del tempo si rivela però la vera marcia in più dell'unità. È infatti molto acuto e ha molte conoscenze sulle intercettazioni, che saranno decisive per incastrare tutti i criminali nel corso di tutta la serie. Alla fine della prima stagione il suo ottimo lavoro è riconosciuto dai superiori e viene assegnato alla omicidi: tuttavia viene richiamato nell'unità speciale per indagare su Sobotka nella seconda stagione. Ha una relazione seria con Shardeene Innes, una ballerina di un locale di Barksdale, che viene inizialmente reclutata come informatrice.
Nella terza stagione continua le indagini su Barksdale, ma al termine di queste ultime si occupa della corruzione di molti funzionari pubblici, in particolare del senatore Clay Davis. Viene perciò richiamato alla omicidi per insabbiare le indagini. Nella quarta stagione è lui che scopre i cadaveri sepolti dagli uomini di Marlo nelle case sfitte.
Nella quinta stagione è complice di McNulty: i due montano un finto caso su delle morti accidentali di senzatetto creando il "killer dei barboni"; riescono così a ottenere fondi extra per indagare su Marlo Stanfield ma, dopo aver incastrato il gangster (che sarà in seguito rilasciato perché le prove sono state raccolte in modo illecito) e i suoi uomini, è costretto anche lui come McNulty a dimettersi. Anche lui ha una festa d'addio come McNulty, alla quale partecipa con la compagna Shardeene.

### William "Bunk" Moreland (stagioni 1-5)
Poliziotto di colore, fa parte della omicidi. Nonostante tenti di assumere meno casi possibili, quando ne ha uno lavora in modo coscienzioso e approfondito. È il migliore amico e compagno di bevute di Jimmy McNulty. Tiene molto all'abbigliamento: il suo look classico è abito gessato con camicia scura e cravatta.
Nella prima stagione indaga sulla morte di una ragazza uccisa dagli uomini di Barksdale, nella seconda invece collabora con l'unità speciale nelle indagini su Sobotka; nella terza ritorna alla omicidi e indaga su alcuni omicidi compiuti da Omar Little, ed è incaricato di ritrovare una pistola sottratta ad un poliziotto.
Nella quarta stagione è il partner di Freamon: i due indagano sulla morte di un ragazzo per mano degli uomini di Marlo e trovano i cadaveri lasciati nelle case sfitte da Chris Partlow e Snoop. Nella quinta stagione si dissocia da McNulty quando quest'ultimo monta il finto caso sugli omicidi di barboni; tuttavia dà comunque il suo contributo alle indagini su Marlo. È lui che incastra Chris Partlow, luogotenente di Marlo, ritrovando il suo DNA sul cadavere del patrigno di Michael Lee; l'uomo era stato infatti ucciso a calci e pugni.

### Roland "Prez" Pryzbylewski (stagioni 1-4, guest 5)
Sposato con la figlia del maggiore Valchek (con cui condivide le origini polacche), è in polizia grazie all'influenza del suocero. Roland infatti è incapace di controllare le proprie azioni: in passato ha sparato da solo contro la propria macchina simulando un'aggressione. Viene assegnato all'unità di Daniels, e qui per errore spara contro il muro dell'ufficio.
Dopo aver colpito un ragazzino e avergli causato la perdita di un occhio, viene sospeso dal servizio attivo e assegnato al lavoro di ufficio: lì si rivela un brillante detective, capendo infatti il linguaggio in codice degli uomini di Barksdale.
Nella seconda e terza stagione fa parte dell'unità operativa, ma verso la fine della terza uccide per errore un poliziotto sotto copertura senza identificarsi. Capisce perciò che è il momento di ritirarsi, e nella quarta stagione viene assunto come insegnante in una problematica scuola di Baltimora. Inizialmente trova difficoltà a farsi rispettare, ma riesce gradualmente ad avvicinarsi ai ragazzi e a catturare la loro attenzione e il loro rispetto. Stabilisce un rapporto particolare con Duckie, un ragazzo molto povero, al quale fornisce abiti puliti e apre la palestra per consentirgli di farsi la doccia.
Nella quinta stagione Duckie chiederà un aiuto economico a Pryzbylewski per iscriversi alle scuole superiori, ma Prez scoprirà che il denaro viene utilizzato dal ragazzo per comprarsi dosi di droga.

### Ellis Carver (stagioni 1-5)
Classico poliziotto d'azione, fa spesso coppia con Thomas "Herc" Hauk. I due sono entrambi nell'unità operativa e svolgono i compiti di strada, soprattutto pedinamenti e appostamenti.
Nella prima stagione rivela gli svolgimenti delle indagini a Burrel, guadagnandosi così la promozione a sergente ma perdendo la fiducia di Daniels. Tuttavia nella seconda stagione è proprio Daniels che lo rivuole nella squadra, sostenendo che, avendolo tradito una volta, per lui sarà molto più difficile riuscirci una seconda. Al termine delle indagini sul porto viene trasferito al distretto ovest, dove gestisce le operazioni di contrasto alla droga. Affianca il maggiore Colvin nell'esperimento di "Amsterdam" (le zone libere di spaccio), dimostrandogli lealtà. Nel contempo comincia a interessarsi alle vicende dei quartieri da lui sorvegliati. Nella quarta e quinta stagione la sua importanza nel distretto cresce sempre di più: nel finale di serie viene promosso tenente dal dimissionario Daniels, arrivato al ruolo di commissario.

### Thomas "Herc" Hauk (stagioni 1-5)
Fa spesso coppia con Carver ma, a differenza del collega, è meno sveglio e più impaziente: questo lo porta spesso a voler risolvere le cose frettolosamente e incautamente.
Nella terza stagione è assegnato alla scorta del sindaco, e lo sorprende accidentalmente durante un rapporto sessuale con una segretaria. Per il suo silenzio guadagna il ruolo di sergente. Nella quarta stagione perde una videocamera di sorveglianza ottenuta senza autorizzazione ufficiale e falsifica le informazioni su un informatore; quando viene scoperto, nessuno può salvarlo: la commissione sugli affari interni lo espelle dal corpo di polizia. Nella quinta stagione lavora come investigatore privato per Maurice Levy, l'avvocato di Barksdale e successivamente di Marlo, e si guadagna la sua fiducia rivelando informazioni decisive per lo scagionamento di Stanfield, ottenute grazie alle sue conoscenze in polizia.

### Leander Sydnor (stagioni 1,3-5)
È un agente della divisione furti d'auto. Viene richiesto da Daniels e trasferito nell'unità operativa nell'indagine su Barksdale, ma al termine di questa fa ritorno alla sua precedente divisione.
Nella seconda stagione non prende parte alle indagini, mentre rientra a far parte dell'unità nella terza e vi rimane fino al termine della serie.
Principalmente si occupa di appostamenti e pedinamenti.

### Ervin Burrel (stagioni 1-5)
Inizialmente è vice commissario di polizia, ma in seguito viene nominato commissario.
Tiene molto alla sua carriera e ha amici molto potenti in politica, tra cui Clay Davis, senatore corrotto, e il sindaco Clarence Royce (di cui è un uomo di fiducia). Più esperto del suo vice Rawls in quanto a manovre politiche, si considera intoccabile anche per il colore della pelle (è nero in una città a maggioranza nera) e per i suoi rapporti con le chiese protestanti di Baltimora. Tuttavia, in seguito alla mancata rielezione di Royce, viene messo in discussione dal neosindaco Carcetti, che pretende una svolta ed un miglioramento nella lotta al crimine. È costretto a dimettersi dopo aver mostrato al sindaco delle statistiche sul crimine falsificate. Il suo successore è William Rawls, in precedenza suo secondo.

### William Rawls (stagioni 1-5)
Maggiore della omicidi. È molto attento alle statistiche: sotto la sua guida la percentuale di casi risolti supera il 50%. Per questa ragione vede come un impedimento l'indagine su Barksdale, aperta da McNulty di propria iniziativa: perciò, al termine della prima stagione, spedirà Jimmy alla polizia fluviale.
Durante la serie riceve varie promozioni, che lo portano ad essere vicecapo della polizia. In seguito è il sostituto di Burrel ad interim e nel finale è nominato soprintendente della polizia di stato dal neogovernatore Carcetti.
In una scena della serie ambientata in un bar per omosessuali, dove il tirapiedi di Brother Mouzone cerca Omar, si può intravedere Rawls al bancone: si presuppone perciò che sia gay.

### Jay Landsman (stagioni 1-5)
Sergente della omicidi, è sempre attento a soddisfare qualunque richiesta dei superiori, e vede sotto una cattiva luce qualunque iniziativa dei detective che possa portare altro lavoro. Spesso è nel suo ufficio con delle riviste porno. Rimane comunque leale verso i colleghi.

### Beatrice "Beadie" Russel (stagione 2, guest 3-5)
Fa parte della polizia portuale, nella seconda stagione ritrova i cadaveri di 12 ragazze dell'Europa orientale sul fondo in un container con il sigillo rotto. Prende quindi parte alle indagini sul porto: amica di Frank Sobotka, lo convince a rivolgersi alla polizia nel finale della seconda stagione. Frank accetta, ma prima di stringere un accordo con la polizia viene sgozzato dagli uomini de 'Il Greco'.
Ha due figli ed è stata abbandonata dal marito. Nella terza stagione inizia una relazione con McNulty. Quando Jimmy le mostra il suo lato peggiore, lei cerca di resistere e di vedere il buono che c'è in lui: alla fine le sue speranze sono ben fondate, perché Jimmy mette la testa a posto ed è pronto per la vita familiare con Beatrice e i suoi due bambini.

### Stanislaus "Stan" Valchek (stagioni 1-5)
Di origini polacche, suocero di Pryzbylewski, all'inizio della serie è il comandante del distretto sud-est.
Il maggiore Valchek è un poliziotto piuttosto mediocre, ma gode di importanti agganci in consiglio comunale.
Indispettito dalla donazione di una costosa vetrata (che ha relegato in secondo piano quella donata da lui) fatta da Frank Sobotka a una chiesa locale, chiede a Burrell l'apertura di un'indagine sul sindacato dei portuali e su eventuali traffici illeciti, sospettando a causa dell'ingente somma di denaro di cui devono aver disposto per fare la donazione. In cambio offre a Burrell l'appoggio in consiglio comunale per la sua nomina a commissario.
Burrell mette in piedi per le indagini un'unità sgangherata, dove tutti gli uomini, a eccezione di Pryzbylewski, sono indolenti e disinteressati. Appreso questo dal genero, e verificato sul posto, confronta a muso duro Burrell, minacciando di ritirare il suo appoggio politico e chiedendo esplicitamente di Daniels (nel frattempo relegato all'archivio prove, proprio per ritorsione di Burrell) come comandante dell'unità.
In seguito cercherà di interferire con le indagini, che nel frattempo prenderanno una prospettiva molto più ampia di quella originaria, per far sì che si concentrino maggiormente su Sobotka. Nel farlo, apostroferà pesantemente Pryzbylewski, che gli tirerà un pugno. Verrà poi convinto da Daniels a non sporgere denuncia.
Nella terza stagione supporta le trame politiche dell'aspirante sindaco Carcetti. Inoltre, quando il genero durante un'operazione uccide accidentalmente un altro detective senza essersi prima identificato, si adopera affinché questi non venga processato.
Nella quarta stagione viene nominato vice commissario per la parte amministrativa, come riconoscimento per la lealtà dimostrata a Carcetti (il quale chiederà al vice commissario dell'operativa Rawls di gestirlo, per evitare che faccia troppi danni). Con Burrell ormai fuori dalle grazie del sindaco e in odor di licenziamento, sarà proprio Valchek a far capire a Rawls che, in una città a maggioranza nera come Baltimora, in presenza di un sindaco bianco non è pensabile che un altro bianco possa diventare commissario, e che quel posto è destinato a Daniels.
Nella quinta stagione fornisce a Carcetti le prove che le statistiche sul crimine sono falsificate, spingendo per il licenziamento di Burrell e Rawls e suggerendo al sindaco di nominarlo provvisoriamente commissario ad interim, finché il predestinato Daniels non sarà pronto per il ruolo.  Carcetti e il suo consulente Wilson faranno tra di loro commenti divertiti sulla sua richiesta, e dopo le dimissioni di Burrell la carica viene presa ad interim da Rawls, per poi venire affidata ufficialmente a Daniels.
Alla fine della serie, con la congiuntura favorevole data dalle dimissioni di Daniels da commissario, l'elezione di Carcetti a governatore del Maryland e il conseguente insediamento di Nerese Campbell a nuovo sindaco, sarà proprio Valchek a venire nominato commissario di polizia. Sempre nel finale della serie, vediamo Sydnor scavalcare le gerarchie e andare direttamente dal giudice Phelan per caldeggiare l'apertura di un'indagine, fornendo commenti poco lusinghieri sulle capacità del commissario in carica.

### Howard "Bunny" Colvin (stagioni 3-4, guest stagione 2 e 5)
Il maggiore Colvin fa la sua prima, rapida comparsa nella seconda stagione, per poi diventare uno dei personaggi cardine a partire dalla terza. 
Comandante del distretto ovest, ormai prossimo alla pensione, ha in corso trattative avanzate per l'assunzione come capo della sicurezza alla Johns Hopkins University, con lauto stipendio, una volta che cesserà il servizio in polizia.
Colvin non riesce però a rassegnarsi all'idea che i suoi agenti, in perenne carenza d'organico, debbano spendere tante energie per cercare di contrastare gli spacciatori, che agiscono in diverse zone della città. Tanto più che a un dispiegamento simile di forze nella lotta allo spaccio consegue un'inefficace contrasto ad altri crimini, in primis gli omicidi (legati e non al mondo della droga). La sua onestà gli impedisce inoltre di derubricare i crimini in reati minori, come sono costretti a fare alcuni suoi colleghi per poter presentare al commissario Burrell delle statistiche accettabili ed evitare la rimozione dall'incarico. Ha quindi un'idea per ridurre il tasso di crimine e contemporaneamente sollevare la popolazione del distretto dai disagi e dai pericoli derivanti dalla presenza di tanti spacciatori per le strade: tollerare l'attività di spaccio, a patto che questa avvenga in tre zone disabitate (chiamate Hamsterdam) e a patto che in queste non si verifichino crimini violenti. Reperisce quindi dall'unità operativa di Daniels un'ampia lista degli spacciatori di Baltimora e, coadiuvato dai suoi collaboratori (tra cui il tenente Mello e il sergente Carver), all'insaputa dei suoi superiori e dell'amministrazione cittadina trasferisce tutto lo spaccio nelle tre zone libere, facendole sorvegliare dai suoi agenti e garantendo l'impunità a chi opera al loro interno.
I risultati sono sorprendenti: le statistiche sul crimine del distretto ovest presentano una consistente riduzione dei crimini, e i cittadini si sentono più al sicuro.
Tuttavia Herc, abituato a essere un uomo d'azione e che mal digerisce il fare da balia a tossicodipendenti e spacciatori, decide di fare una soffiata alla stampa, costringendo così Colvin a dichiarare al giornalista inviato che si tratta di una copertura per poter fare in seguito una retata massiva, oltre che a dover informare i propri superiori. Rawls e Burrell sono furiosi per l'accaduto e per le ripercussioni che potrà avere sulle loro carriere, e informano il sindaco Royce. 
Inizialmente il sindaco, pur turbato, sembra anche affascinato da questo esperimento e dai suoi risultati, tanto da avere dei dubbi sugli interventi da fare. Nel frattempo il consigliere Carcetti chiede e ottiene dal maggiore una visita guidata nelle zone libere, per poi verificare la maggior tranquillità nel resto della città, e sembra a sua volta piuttosto colpito dall'idea. Non esiterà però a utilizzare l'accaduto come arma per colpire Royce e lanciare così la sua candidatura a sindaco. A questo punto Royce è costretto a chiudere Hamsterdam, Colvin viene degradato a tenente e messo in ferie fino al suo ritiro (andando così in pensione con un grado più basso e una mensilità inferiore), Burrell informa inoltre dell'accaduto i vertici della Johns Hopkins University, che gli revocheranno l'offerta di lavoro.
Nella quarta stagione Colvin lavora alla sicurezza di un albergo, con un buono stipendio e auto aziendale. Decide però di dimettersi quando è costretto dal suo datore di lavoro a lasciare andare un facoltoso cliente, che aveva brutalmente picchiato una prostituta per il furto di pochi dollari. Viene quindi coinvolto in un progetto di recupero degli studenti più problematici nella scuola media, per il quale percepisce un modesto compenso. Si appassiona molto al nuovo ruolo, prendendo particolarmente a cuore Namond Bryce, il figlio di Wee-Bey, destinato dalla madre a proseguire le attività del padre carcerato. Colvin capisce che il ragazzo non è tagliato per la vita di strada e che farebbe presto una brutta fine, e alla fine riesce a convincere il padre a lasciarglielo prendere in adozione per fargli intraprendere un serio percorso di studi e allontanarlo così dal mondo del crimine. A causa dei tagli dei fondi alla scuola, operati da Carcetti che nel frattempo è stato eletto sindaco, il progetto verrà poi cessato.
Nel finale dell'ultima stagione vediamo Colvin e la moglie assistere soddisfatti a Namond che prende parte con padronanza a un dibattito alla scuola superiore alla quale è stato iscritto. All'uscita ha un breve incontro con Carcetti, dove si rifiuta di stringergli la mano ed è chiaramente visibile tutto il suo rancore nei suoi confronti per la strumentalizzazione da questi fatta della vicenda di Hamsterdam e per la successiva cessazione del progetto di recupero degli studenti.

## Tribunale

### Rhonda Pearlman
Avvocato e vice procuratore distrettuale, è la donna con cui McNulty ha tradito la moglie. Indipendente, vive la sua vita senza di lui, ma sogna di poterlo domare e convincerlo a instaurare una relazione seria con lei. Ma McNulty non solo non vuole, ma lo dice apertamente senza la minima sensibilità. Nonostante questo burrascoso rapporto personale, l'avvocato è una dei migliori alleati del detective, disposta ad ascoltarlo e a fargli da consulente, perfino a combattere con lui la burocrazia e gli intrighi politici per ottenere permessi e delibere. Rhonda cerca di tirare il freno a Jimmy, spiegarli che le regole del gioco sono tante e vanno rispettate e che le connivenze politiche sono un punto obbligato nel loro mestiere. Lei stessa finirà con l'appassionarsi al caso e a lasciare la sua abituale prudenza per rischiare quando si renderà conto che l'intuito di Jimmy li sta guidando verso una pentola che se scoperchiata farà saltare criminali e politici, metterà a nudo un cancro ramificato della società.

### Daniel Phelan
Irlandese d'origine come l'amico McNulty, Phelan è un giudice di Baltimora particolarmente scomodo a tutti. Polizia, politici e criminali. L'aver permesso nella sua aula che D'Angelo Barksdale la facesse franca mettendo in ridicolo il procuratore distrettuale lo ha fatto infuriare, tanto da ordinare al Vice dell'Operativa Burrell di aprire il caso Barksdale per smantellare la sua organizzazione. Nessuno sa bene quanto potere abbia in città, ma nessuno osa pestargli i piedi. Non è in corsa per la rielezione dei giudici ma, in seguito a cambiamenti di programma, come rientra in lista, mitigherà il suo carattere e ritratterà le sue azioni lasciando senza protezione e aiuto l'amico e braccio destro McNulty.

### Maurice Levy (stagioni 1-5)
Maurice Levy è l'avvocato dei Barksdale. Abile ed astuto (e per questo odiato dalla polizia), viene incaricato di proteggere tutti gli affiliati della banda che vengono incriminati o processati. Riesce a fare assolvere D'Angelo e a far liberare Bodie Broadus. Si premura anche di informare i suoi clienti principali, Stringer e Avon, su come proteggersi da ulteriori indagini della polizia. Quando Orlando (il proprietario del locale usato come covo dai Barksdale, importante per la sua fedina penale pulita) viene arrestato per droga, Levy lo raggiunge in carcere per imporgli di rinunciare alla proprietà del bar. Riesce infine ad attenuare le pene dei Barksdale in seguito alla grande retata, garantendo una pena lieve ad Avon e alla maggior parte dei suoi accoliti.

In seguito riesce ad ottenere un accordo con la direzione del carcere e a far scarcerare Avon (che aveva denunciato una guardia per traffico di droga all'interno della prigione) in tempi brevi. Ha tuttavia meno successo nel difendere uno dei soldati di Barksdale, Bird, incastrato da una (falsa) testimonianza di Omar come assassino di un testimone d'accusa.

Nel corso delle stagioni successive continua a difendere i membri della banda Barksdale, con alterne fortune. A partire dalla quinta stagione, diviene anche legale di Marlo Stanfield, e assume l'ex sergente Herc come detective personale. Grazie alle informazioni fornitegli da Herc, l'avvocato Levy riesce a far cadere le accuse di Stanfield, e in questo modo lo salva dalla prigione.

## Personaggi della strada

### Organizzazione di Barksdale

#### Avon Barksdale (stagioni 1-3, guest 5)
È a capo dell'organizzazione che controlla il traffico a Baltimora Ovest. Da giovane era un pugile. Lui e Stringer Bell sono cresciuti insieme alle Torri, e hanno sempre sognato di poter diventare i padroni di Baltimora: sono come fratelli, e Avon si affida pienamente ai consigli di Stringer. Parla di affari solo in un ufficio, al secondo piano del night club di Orlando. L'unità operativa piazza delle cimici nell'edificio accanto e riesce ad incastrarlo: viene così condannato a 7 anni.
Passa la seconda stagione in galera, mentre Bell dirige gli affari. Iniziano a nascere però le prime incomprensioni tra i due: infatti Avon, nonostante la situazione di debolezza della sua banda (che non riesce più procurarsi buona droga), non vuole scendere a patti con nessuno, mentre Stringer stringe un accordo con Proposition Joe (colui che controlla il traffico di Baltimora est), per spartirsi le torri. Inoltre Bell fa uccidere il nipote di Avon, D'Angelo, per paura che possa collaborare con la polizia, inscenando un suicidio.
Avon invia alle torri Brother Mouzone per risistemare l'ordine; Stringer allora convince Omar che Mouzone sia il colpevole delle torture inferte a Brandon (un suo ex ragazzo), istigandolo quindi a eliminarlo.
Nella terza stagione, Avon esce di prigione per buona condotta e per aver denunciato una guardia carceraria corrotta. Di nuovo in libertà, vuole riconquistare tutto il terreno perso durante il periodo passato in galera, in particolare scontrandosi con la banda di Marlo Stanfield giovane gangster emergente. Per questo motivo si scontra con Stringer, che pensa che ormai sia finito il tempo dell'uso indiscriminato di violenza. La tensione tra i due arriva al massimo livello quando Bell gli rivela di aver commissionato l'omicidio di D'Angelo. Avon perciò, minacciato da Brother Mouzone, che si è salvato e messo d'accordo con Omar per vendicarsi di colui che li ha ingannati, consegna l'amico di una vita alla mercé dei due killer. Quasi contemporaneamente però Stringer fa una soffiata alla polizia sul covo di Barksdale: qualche giorno dopo l'omicidio di Stringer, Avon viene arrestato nel suo covo circondato da armi e dai suoi scagnozzi, mentre era in procinto di organizzare una spedizione punitiva contro Marlo.
Ritornato in galera per scontare tutta la sua pena originale, perde sempre più potere: riappare nella quinta stagione, quando fa da tramite tra Marlo Stanfield e Sergej, un criminale russo al soldo del "Greco".

#### Russel "Stringer" Bell (stagioni 1-3)
È presente al processo di D'Angelo Barksdale nel primo episodio, e siede una panca avanti a McNulty.
È il braccio destro di Avon: i due sono amici dall'infanzia e sono come fratelli, ma sono molto diversi. Stringer è la mente dell'organizzazione criminale, frequenta la facoltà di economia all'università (per imparare a gestire ancora meglio il traffico di droga) e possiede una copisteria come copertura dei suoi affari.
L'unità operativa non ha sufficienti prova per arrestarlo: così Stringer rimane fuori dalla retata, che porta invece Barksdale dietro le sbarre.
Nella seconda stagione si trova a gestire tutto da solo: decide perciò di limitare al minimo l'uso di violenza, e inizia a investire in attività "pulite", come ad esempio l'edilizia. Tuttavia commissiona l'omicidio di D'Angelo Barksdale, il nipote di Avon, temendo che possa collaborare con la polizia. Stringe un accordo con Proposition Joe alle spalle di Avon, in cambio di una parte delle Torri: in cambio, Joe rifornisce di droga gli spacciatori di Stringer. Da questo primo accordo nascerà la Cooperativa, che riunisce in società i maggiori spacciatori di Baltimora, mettendo un freno alle guerre tra bande e inaugurando un'epoca di collaborazione reciproca. Tuttavia Barksdale, ignaro dell'accordo, manda il killer newyorkese Brother Mouzone a cacciare gli uomini di Proposition dalle Torri. Temendo di rovinare gli affari dell'organizzazione, Bell convince Omar che Mouzone è il colpevole delle torture subite da Brandon (ex ragazzo di Omar) e lo manda ad eliminarlo. Inizia inoltre una relazione con Donette, la vedova di D'Angelo.
Nella terza stagione, con l'uscita di Avon dalla prigione iniziano i contrasti tra le due leadership: infatti Stringer ha preso sempre di più il ruolo di businessman, mentre Avon è rimasto un tipico gangster di strada. La guerra intrapresa da Avon contro Marlo Stanfield mette sempre più in imbarazzo Stringer di fronte agli altri membri della Cooperativa. Stringer inizia a investire sempre di più nell'edilizia, affidandosi alle "consulenze" del senatore corrotto Clay Davis; quest'ultimo però, come rivelato in seguito da Maurice Levy, non fa altro che truffarlo. Furibondo, parla con Avon del suo desiderio di uccidere il senatore: Barskdale gli dà del pazzo, rinfacciandogli inoltre il fatto di non aver mai avuto il coraggio per uccidere qualcuno. Allora Stringer, offeso e umiliato, gli rivela di essere il mandante dell'omicidio di D'Angelo, e di averlo fatto passare per un suicidio.
Il rapporto tra i due è ai minimi storici, ma apparentemente rimangono uniti per il bene dell'organizzazione. In un ultimo incontro ripercorrono i tempi antichi, ma negli occhi di entrambi c'è la consapevolezza che il loro tempo insieme è finito. Infatti Avon ha consegnato il destino dell'ormai ex amico a Mouzone e Omar, desiderosi di vendetta per il raggiro subito da Stringer. Nel frattempo Bell ha fatto una soffiata alla polizia sul covo dove Avon si nasconde insieme alle sue armi e ai suoi uomini (sperando che la lontananza del capo migliori la situazione in città e garantisca maggiore tranquillità negli affari con la Cooperativa).
Quando Bell si reca sul cantiere di un suo edificio in costruzione, oltre al direttore dei lavori trova Omar e Brother Mouzone che lo crivellano di colpi. Nello stesso giorno McNulty e Freamon erano riusciti ad intercettarlo e ad incastrarlo.

#### D'Angelo Barksdale (stagioni 1-2)
È il giovane nipote di Avon (è il figlio di sua sorella). Il primo episodio della serie si apre con un suo processo: D'Angelo ha infatti ucciso un uomo alle Torri per una lite su una vendita di droga. Dei due testimoni, uno ritratta e così D'Angelo viene assolto, mentre il testimone che aveva confermato la sua versione viene ucciso per avvertimento a chiunque volesse fare la "spia".
A seguito dell'assoluzione di D'Angelo, McNulty va a parlare con il suo amico giudice Daniel Phelan, e da quella conversazione hanno inizio le indagini sul clan Barksdale.
D'Angelo nel frattempo però degradato, come punizione per l'accaduto, e viene messo gestire il traffico alle case popolari: lì è aiutato dai suoi giovani luogotenenti Preston "Bodie" Broadus e Wallace.
Si dimostra diverso da suo zio: è infatti più sensibile, ritiene che la maggior parte degli omicidi siano inutili, e sostiene che è assurdo che quello della droga sia l'unico commercio che richieda tanta violenza (le sue posizioni verranno poi riprese nelle stagioni successive da Stringer Bell). Viene arrestato mentre effettuava un trasporto di droga da New York per conto dello zio, e si prende la colpa venendo condannato a 20 anni: a questo punto il suo desiderio di ricominciare una nuova vita onesta (suscitato anche dalla scoperta della morte del suo giovanissimo amico Wallace) si fa sempre più forte e decide di parlare con la polizia. Tuttavia ci ripensa all'ultimo momento, dopo che la madre lo convince dell'importanza della famiglia.
Nella seconda stagione in carcere si dimostra schivo nei confronti dello zio, della madre, della madre di suo figlio e degli altri membri della banda. Per di più comincia a drogarsi. Riesce tuttavia a smettere e inizia a dedicarsi alla lettura. Viene proprio ucciso in biblioteca da un sicario mandato Stringer, preoccupato che D'Angelo potesse ripensare a collaborare con la polizia. Il suo assassino lo strangola con una cintura, che poi lega attorno ad una maniglia di una porta per simulare un suicidio. Sarà il detective McNulty (che in fondo aveva preso in simpatia il giovane) a scoprire, circa un anno dopo, che la morte di D'Angelo non era stata un suicidio. Non disponendo di prove sufficienti per scoprire gli assassini, riesce a instillare il sospetto nella madre di D'Angelo, contribuendo così in qualche modo alla frattura del rapporto tra Avon Barksdale e Stringer Bell.

#### Preston "Bodie" Broadus (stagioni 1-4)
È un ragazzo di circa 16 anni, che gestisce la zona delle case popolari prima dell'arrivo di D'Angelo. A differenza di quest'ultimo, è più deciso e più adatto al lavoro di spacciatore. Viene più volte arrestato da Carver ed Herc fino ad avere con loro un rapporto quasi amichevole, che si protrae anche negli anni successivi. Durante una retata reagisce all'arresto e viene pestato da Kima.
Alla fine della prima stagione viene incaricato da Stringer Bell di uccidere l'amico coetaneo Wallace, reo di aver avuto un ripensamento e di essersi allontanato per un po' dalla vita di strada. D'Angelo si era infatti rifiutato di commettere questo omicidio, reputandolo non necessario. Bodie, insieme all'amico Poot, porta Wallace nella casa in cui vivevano i tre: quando Bodie estrae la pistola, Wallace inizia a piangere, scongiurandolo di non farlo e ricordandogli che sono cresciuti insieme. Bodie però preme il grilletto e lo ferisce ma esita e non riesce a inferire il corpo mortale; Poot perciò prende la pistola e finisce il lavoro.
La reputazione di Bodie cresce e viene preso molto in considerazione da Stringer, che gli affida la direzione delle case popolari e vari altri lavori, tra cui lo spaccio ad "Amsterdam" durante la terza stagione.
Nella quarta stagione, dopo il crollo dell'organizzazione di Barksdale è costretto a lavorare per Marlo. Ma dopo che quest'ultimo fa uccidere senza apparente motivo un suo uomo ed amico, Little Kevin, decide di parlare alla polizia (in particolare con l'agente McNulty) per incastrare Stanfield. Tuttavia, prima di poterlo fare, viene ucciso dagli uomini di Marlo. Il suo omicidio non è come quello di tante altre vittime di Stanfield: Bodie, quando vede avvicinarsi i sicari di Marlo, ha la possibilità di scappare ma decide di restare e lottare, urlando che se vogliono ucciderlo devono farlo in strada e non lasciarlo nelle case sfitte. Viene però sorpreso di spalle da un altro degli uomini di Stanfiel, O-Dog. La sua morte causerà in McNulty un senso di colpa tale da indurlo a riprendere la sua attività da detective alla Major Crime Unit.

#### Malik "Poot" Carr (stagioni 1-3, guest 4-5)
Poot gestisce insieme a Bodie e D'Angelo le case popolari. Dopo l'arresto di D'angelo diventa il secondo di Bodie, che aveva già aiutato nell'omicidio del giovane Wallace.
Nella terza stagione è arrestato nella retata che porta definitivamente Avon Barksdale in galera: nella quarta stagione esce e ritrova l'amico Bodie, che prova a convincere a scappare mentre i sicari di Marlo stanno arrivando per ucciderlo.
Nella quinta stagione Duckie, in cerca di lavoro, lo incontra in un negozio di scarpe: Poot gli dice che è riuscito a mettersi alle spalle il mondo dello spaccio. Nel corso delle varie stagioni Poot si costruisce anche una discreta fama di amatore.

#### Slim Charles (stagioni 3-5)
Compare nella terza stagione come uomo di fiducia di Barksdale. In seguito alla retata che porta Avon in carcere diventa il luogotenente di Proposition Joe e uno dei membri della cooperativa di trafficanti di droga di Baltimora fondata dal boss di Baltimora Est. Alla fine della serie è l'unico insieme a Ricardo 'Fat Face Rick' Hendrix a rimanere in vita: i due infatti, a seguito del ritiro di Marlo, sono gli unici vincitori. Uccide Calvin "Cheese" Wagstaff per vendicare la morte di Joe (zio di Cheese): infatti Calvin aveva fatto una soffiata a Marlo in cambio delle zone di Hungry Man.

#### Sean "Shamrock" McGinty (stagioni 2-3)
È l'assistente di Stringer Bell durante la seconda stagione: nella terza è coinvolto nella guerra contro Marlo al fianco di Barksdale, e viene arrestato insieme a quest'ultimo nella retata finale.

#### Roland "Wee-Bey" Brice (stagione 1, guest 2-5)
Uomo di fiducia e sicario del clan Barksdale: oltre a uccidere i nemici di Avon, si occupa anche di guidare auto e trasportare soldi. Sposato con De'Londa, ha un figlio chiamato Namond; tuttavia non si fa problemi ad andare a letto con altre donne, per esempio durante delle feste private. In una di queste feste, una spogliarellista muore in seguito a numerosi rapporti sessuali, e viene scaricata come immondizia (circostanza che spingerà la sua amica Shardeene a collaborare con la polizia). Possiede una casa separata dal resto della famiglia, dove tiene numerosi acquari pieni di pesci tropicali, la sua grande passione.

Nel corso della prima stagione, Wee-Bey è il più importante tra i "soldati" dei Barksdale, e si occupa degli omicidi più scabrosi commissionati dal capo: è lui, per esempio, a uccidere il testimone al processo per omicidio di D'Angelo Barksdale; in seguito, tortura e uccide Brandon, il ragazzo di Omar Little (che aveva rapinato i Barksdale di una partita di droga). In seguito a questo avvenimento, viene ferito a una gamba da Omar in un'imboscata notturna.

Insieme a Little Man è coinvolto nella sparatoria in cui viene ucciso Orlando e gravemente ferita la detective Kima Greggs. Rendendosi conto dell'errore commesso nello sparare a un poliziotto, i Barksdale incaricano Wee-Bey di liberarsi di Little Man, che viene ucciso. In seguito a questi avvenimenti, i Barksdale stabiliscono che Wee-Bey debba allontanarsi da Baltimora per un po', andando a rifugiarsi a Philadelphia. Prima di partire, si raccomanda con D'Angelo affinché curi i suoi pesci. Quando D'Angelo viene arrestato, egli fornisce informazioni alla polizia per rintracciare Wee-Bey, ricercato anche per l'omicidio di Deirdre Kresson, una vecchia fidanzata di Avon Barksdale. Dopo essere arrestato, Wee-Bey confessa numerosi omicidi (alcuni non commessi da lui) per proteggere gli altri membri del clan Barksdale e per farsi garantire l'ergastolo anziché la pena di morte.

Nelle stagioni successive, Wee-Bey sconta la sua pena in carcere, mantenendo un tenore di vita tutto sommato soddisfacente, in virtù della sua solida reputazione tra i carcerati: oltre a una vasca piena di pesci artificiali, dispone di televisione e telefono in cella.

Nella quarta stagione incoraggia il figlio Namond a seguire le sue orme (e a curare i suoi pesci, naturalmente), sostenendo in questo la moglie De'Londa. Tuttavia Namond non ha la stessa indole criminale del padre, e non riesce a farsi strada nella scena criminale. Di questo si rende conto l'ex poliziotto Howard "Bunny" Colvin, che va in carcere da Wee-Bey a chiedergli se può prenderlo a casa con sé. Dopo aver riflettuto ed essersi reso conto delle opportunità che potrebbe avere Namond fuori dal mondo del crimine, Wee-Bey acconsente, vincendo le resistenze della moglie.

#### Brianna Barksdale (guest 1-4)
Sorella di Avon e madre di D'Angelo (verso cui è molto protettiva), Brianna è una donna forte e risoluta, pienamente integrata nel mondo criminale della sua famiglia. È lei che fa in modo che D'Angelo rinunci a collaborare con la polizia al termine della prima stagione, facendo leva sul suo sentimento di rispetto per i legami famigliari. Viene trattata da tutti con molto rispetto: è a lei che Donette (già compagna di D'Angelo) si rivolge, quando è indecisa se acconsentire ad avere una relazione con Stringer Bell. Nel corso della terza stagione viene contattata dal detective McNulty, il quale fa sorgere in lei il sospetto che D'Angelo non si sia suicidato in carcere, ma che in realtà sia stato assassinato. Questi sospetti l'allontanano gradualmente dal fratello e da Stringer Bell.

Dopo che l'impero economico e criminale dei Barksdale è crollato, è Brianna a gestire le finanze della famiglia. Per questa ragione, spiega a De'Londa, moglie di Wee-Bey Brice, che non può più elargire fondi alle famiglie dei membri del clan Barksdale in prigione.

#### Wallace (stagione 1)
Giovane ragazzo affiliato al clan Barksdale come spacciatore. Insieme agli amici Bodie e Poot gestisce il traffico di droga alle Torri, il tradizionale luogo di vendita dei Barksdale, sotto la direzione di D'Angelo. Vive in una casa abbandonata insieme a un gruppo di bambini, sforzandosi di farli mandare a scuola.

Dopo la rapina di Omar alle Torri, è lui che trova il fidanzato del ladro, Brandon, mentre gioca a pinball in un bar di Baltimora. Avvisato Stringer del fatto, assiste al rapimento di Brandon, oltre che alla sua tortura e all'omicidio, e ne rimane profondamente sconvolto. Dopo aver assistito a quelle scene brutali (tra l'altro il corpo di Brandon viene lasciato esposto per giorni in strada, proprio sotto le finestre della casa di Wallace), il ragazzo non riesce più a riprendersi. Comincia a drogarsi (comprando la droga con la sua parte di ricompensa per la cattura di Brandon) e si disinteressa al mondo dello spaccio, passando tutto il giorno a casa a far nulla. Inoltre rivela a D'Angelo di avere intenzione di ritornare a scuola.

Fermato dalla polizia, Wallace acconsente a collaborare nel fermare i traffici dei Barksdale; è così che spiega come Stringer Bell sia collegato con la morte di Brandon. La polizia manda Wallace fuori città, per tenerlo in salvo fino al processo: il ragazzo quindi viene trasferito a Cambridge, un paese di campagna nel Maryland. Tuttavia si annoia, e dopo qualche tempo (complice la disattenzione della polizia in seguito al ferimento del detective Greggs) fa ritorno a Baltimora. Ritornato alle Torri, chiede di poter ritornare a lavorare come spacciatore. Stringer sospetta della sua lealtà (in quanto Wallace potrebbe inchiodarlo come mandante dell'omicidio di Brandon), e vorrebbe "parlare" con lui; ma D'Angelo, affezionato al ragazzo, prende le sue difese. A questo punto Stringer ordina a Bodie e Poot di uccidere Wallace. I due ragazzi portano l'amico in casa sua (dopo aver fatto opportunamente sgombrare i bambini), dopodiché Bodie gli punta la pistola contro. Wallace implora pietà, e per un momento Bodie vacilla: ma subito dopo gli spara a una gamba, mentre Poot lo finisce con un altro colpo.

La notizia della morte di Wallace (che mette al sicuro Stringer da ogni incriminazione) fa diventare furioso D'Angelo, che acconsente a collaborare con la polizia; e anche quando viene convinto a restare zitto per il bene della famiglia, D'Angelo conserva il suo astio verso Stringer - il quale in seguito, temendo che D'Angelo possa parlare, lo fa uccidere in carcere.

#### Anton "Stinkum" Artis (stagione 1)
Tra i più importanti luogotenenti dell'organizzazione dei Barksdale. È il responsabile dei rifornimenti di droga alle Torri: a dispetto delle rigide regole dei Barksdale, si droga occasionalmente. Poco dopo uno degli ultimi rifornimenti, viene coinvolto nella rapina organizzata dal bandito Omar Little. Per questa ragione partecipa alle sevizie e all'assassinio di Brandon, ragazzo e complice di Omar. Per i suoi servizi, Stinkum viene promosso dai Barksdale, e gli viene assegnata la competenza di una nuova area di spaccio in città. Durante la festa per la "promozione" (a dire il vero un'autentica orgia a base di droga e alcol) una spogliarellista muore di overdose da cocaina ed eroina, per poi essere letteralmente buttata in una discarica: questo porterà la sua amica e collega Shardene a collaborare con la polizia. L'importanza di Stinkhum nell'organizzazione criminale dei Barksdale è nota anche alla polizia, che lo sorveglia, riuscendo a ricostruire alcuni passaggi del traffico di droga e soldi da lui gestito. Tuttavia una sera, mentre deve tendere un'imboscata a due piccoli spacciatori indipendenti nella sua nuova zona di competenza, cade a sua volta in un'imboscata tesa dal vendicativo Omar, che lo uccide con una fucilata nel petto.

#### Wendell "Orlando" Blocker (stagione 1)
Orlando è il "nome pulito" che serve alla banda dei Barksdale per poter disporre di un locale da utilizzare come base operativa: mentre al pianterreno Orlando gestisce il bar e le spogliarelliste, al piano superiore i Barksdale contano e distribuiscono i soldi ricavati dallo spaccio di eroina. Tuttavia Orlando non si accontenta, e vorrebbe partecipare alla vendita della droga: cerca di coinvolgere D'Angelo nelle sue ambizioni, ma quando Avon Barksdale lo viene a sapere, lo ammonisce molto duramente. Nonostante questo, Orlando si fa coinvolgere in un affare di droga, che si rivelerà essere però un'azione sotto copertura della polizia. Messo in prigione e privato dai Barksdale della gestione del bar, Orlando accetta di collaborare con la giustizia e incastrare i suoi vecchi capi. Tuttavia, nel corso di un'operazione di copertura, viene preso in trappola e assassinato da Wee-Bey e Little Man. Nella sparatoria viene ferita gravemente anche Kima Greggs, che era presente sulla scena facendo finta di essere la ragazza di Orlando.

#### Wintell "Little Man" Royce (stagione 1)
Little Man è uno dei soldati della banda dei Barksdale. Tra i suoi vari compiti, c'è la consegna delle sacche di denaro al portaborse del senatore Clay Davis. Partecipa insieme a Wee-Bay all'assassinio del barista Orlando, sospettato di fare il doppio gioco con la polizia: nella sparatoria Little Man ferisce gravemente la poliziotta Kima Greggs. Quando i Barksdale scoprono che Kima era una poliziotta, decidono di far sparire Little Man, e incaricano Wee-Bey di assassinarlo.

#### Marquis "Bird" Hilton (guest 1-2)
Bird è un altro dei soldati dell'organizzazione dei Barksdale. Come tale, partecipa alle sevizie e all'assassinio di Brandon, il fidanzato e complice del bandito Omar Little. Per vendicarsi, Omar acconsente di collaborare con la polizia, e si offre come testimone d'accusa. Nello specifico, Omar afferma in tribunale che Bird è l'assassino del testimone oculare del processo per omicidio di D'Angelo Barksdale. Sebbene non sia vero (il testimone era stato ucciso da Wee-Bay), la testimonianza di Omar convince il giudice Phelan, e il furibondo Bird viene condannato all'ergastolo.

### Organizzazione di Marlo Stanfield

#### Marlo Stanfield (stagioni 3-5)
Marlo è un giovane spacciatore che, a seguito del crollo dell'organizzazione di Barksdale, assume sempre più potere fino a controllare lo spaccio a Baltimora est e a diventare il più potente trafficante della città. Freddo e spietato, non si fa scrupoli a uccidere qualcuno anche senza motivo: ad esempio, infastidisce una guardia giurata in un negozio rubando davanti ai suoi occhi, e quando quest'ultima risponde chiedendogli di smettere, dà l'ordine di farlo uccidere.
Si scontra con Avon, che prova ad ucciderlo adescandolo con una ragazza Devonne; Marlo capisce l'inganno e spara agli uomini di Barksdale appostati nei pressi della casa della ragazza (lo stesso Avon rimane ferito ad una spalla). In seguito fa uccidere anche la ragazza.
Non accetta compromessi con nessuno: Stringer e Proposition Joe provano inutilmente a farlo entrare nella cooperativa. Il suo Luogotenente e miglior amico è Chris Partlow che, insieme a Felicia "Snoop" Pearson, si occupa di uccidere chi si mette tra Stanfield e i suoi affari.
Nella quarta stagione, accorgendosi di essere filmato da una telecamera piazzata da Herc, la ruba e la piazza nella voliera dove addomestica piccioni. In seguito della perdita della telecamera, Herc sarà licenziato dalla polizia. Questo mette però in allarme Marlo, che durante una partita a poker viene rapinato da Omar (che aveva ricevuto l'indirizzo da Proposition Joe). Proprio a seguito di questo furto Stanfield, cominciandosi a preoccupare anche della crescente attenzione della polizia nei suoi confronti, capisce di dover chiedere un aiuto a Joe, che raggiunge così il suo obiettivo.
In seguito ad un altro furto, una ragazza di Omar viene uccisa: il ladro decide perciò di organizzare un'ultima rapina ai danni di Marlo, gli ruba un intero carico di droga e scappa in Messico con il suo fidanzato.
Nella quinta stagione riesce a scavalcare Joe e a mettersi in contatto con i suoi fornitori, Vondas e il "Greco". Inoltre scopre l'inganno che aveva portato alla rapina, e di conseguenza fa uccidere Proposition Joe.
Inizia a scambiarsi foto con i malavitosi greci per stabilire i luoghi di incontro. Le foto vengono intercettate da McNulty e Freamon, e portano a una retata e all'arresto di Marlo.
Le prove però sono state ottenute con intercettazioni non autorizzate, e Marlo è scagionato: tuttavia, in cambio dovrà ritirarsi dalla vita di strada. L'avvocato Levy (già legale dei Barksdale), al quale si affidato per curare i propri affari, lo inserisce nei salotti buoni di Baltimora. Nell'ultima puntata partecipa vestito elegante a un ricevimento ma, sentendosi fuori posto, decide di andarsene e di farsi un giro per strada. Due spacciatori, vedendolo arrivare, lo minacciano di andarsene e gli mostrano la pistola: lui però li disarma e li mette in fuga. Il fatto che non è stato riconosciuto dai due dimostra che ormai la trasformazione da gangster e uomo d'affari, passo che non era riuscito a Stringer Bell, è completata.

#### Chris Partlow (stagioni 3-5)
Chris è il miglior amico di Marlo, nonché sua guardia del corpo e secondo in comando. In questa veste, è responsabile di una buona parte degli omicidi commissionati da Stanfield, spesso in compagnia della giovane Felicia "Snoop" Pearson. Nonostante sia un feroce assassino, Chris dimostra un grande affetto per i soldati al suo comando, tra cui il suo "protetto" Michael Lee.

Partlow è al fianco di Marlo sin dall'inizio della guerra con i Barksdale, e aiuta il proprio capo nell'organizzare le strategie offensive. Quando Avon Barksdale cerca di attirare Marlo in una trappola sfruttando una ragazza per sedurlo, Chris si occupa di accertarsi del pericolo. Una volta avuta conferma dell'inganno, Chris comincia a sparare alla macchina dove si erano appostati Avon e i suoi. Nella sparatoria, Avon viene ferito, e uno dei suoi soldati ucciso. In seguito all'assassinio di Stringer Bell, lui e Snoop vengono indicati come colpevoli da Avon Barksdale (in realtà il vero mandante dell'omicidio), e non fanno niente per negare queste voci.

Chris e Snoop continuano a uccidere tutti i nemici di Stanfield (e in seguito, della cooperativa dei signori della droga di Baltimora, a cui Marlo si è infine associato): per evitare che la polizia indaghi su Marlo, i due killer occultano i cadaveri nelle case sfitte nella periferia di Baltimora. Tra le sue vittime figura anche Lex, il quale aveva assassinato per motivi sentimentali lo spacciatore Fruit, alle dipendenze di Stanfield. In seguito alla rapina di Omar nel corso di una partita a poker, Chris consiglia a Marlo di non mettere una taglia sul bandito, ma di cercare di incastrarlo in maniera più astuta. Di conseguenza commette una rapina in un negozio gestito da Andre (che ha dei debiti con Stanfield), uccide una donna e obbliga il gestore a dichiarare che l'assassino è proprio Omar. In seguito, quando il detective Bunk Moreland riesce a scagionare Omar, Chris e Snoop sequestrano Andre (che non è stato in grado di fornire una testimonianza convincente alla polizia) e lo uccidono.

Nel frattempo, Partlow cerca di convincere il giovane Michael Lee (per cui prova molta simpatia) ad arruolarsi nella banda di Stanfield. Il ragazzo, studente in una scuola media, per un po' esita: tuttavia alla fine decide di entrare nell'organizzazione, e chiede a Chris e a Snoop il favore di uccidere il suo patrigno Devar, che in passato l'aveva molestato. Chris e Snoop sequestrano l'uomo: dopo aver avuto conferma degli abusi, Chris in un raptus lo uccide a forza di pugni (questo induce a pensare che anche lui sia stato molestato da bambino).

La polizia, che conosce il suo ruolo, riesce a fermarlo alcune volte: la prima volta è il sergente Herc, che fruga nel bagagliaio dell'auto su cui viaggiano e riesce a trovare la sparachiodi usata da Chris e Snoop per sigillare le case dove sono nascosti i cadaveri (tuttavia Herc ignora l'uso che ne fanno, e quindi non la prende in considerazione); la seconda volta invece sono Kima Greggs e Bunk Moreland a fermarli: il detective Greggs riesce a trovare una pistola nascosta nel cruscotto. I due vengono dunque arrestati, ma rilasciati dopo poco tramite il pagamento di una cauzione.
A seguito di un esame del DNA effettuato dall'agente Moreland Partlow viene identificato come killer di Devar e finisce in carcere. Viene condannato all'ergastolo dopo essersi dichiarato colpevole sia dell'omicidio del patrigno di Michael che delle persone rinvenute nelle case sfitte.

#### Little Kevin (stagione 4)
Little Kevin è uno dei giovani spacciatori al servizio di Stanfield e della sua banda. Amico di Bodie Broadus, lavora con lui a un angolo di strada di Baltimora. Viene incaricato di trarre in trappola Lex (che ha assassinato Fruit, uno spacciatore di Marlo), facendogli sapere tramite Randy Wagstaff che c'è una ragazza che lo aspetta nel parco la sera: nel parco però ci saranno Chris Partlow e Snoop, pronti a ucciderlo. Nelle indagini sulla morte di Lex, riesce a trarre in inganno gli agenti che lo stanno cercando, argomentando che lui non può essere "Little" Kevin, poiché è grosso e grasso. Tuttavia, quando la sua identità viene confermata, viene preso e interrogato dal sergente Herc. Tuttavia il ragazzo si rifiuta di collaborare, e dopo poco viene rilasciato. A questo punto Little Kevin si confronta con Bodie per capire cosa fare, e il suo amico gli consiglia di avvertire immediatamente Marlo. Però Stanfield non si fida delle parole di Little Kevin e, sospettando che possa aver raccontato qualcosa alla polizia in merito all'omicidio di Lex, lo fa assassinare. Quando Bodie viene a sapere del ritrovamento del cadavere di Little Kevin in una delle case sfitte, s'infuria e decide di collaborare con la polizia per incastrare la banda di Stanfield.

### Organizzazione di Proposition Joe
"Proposition Joe" Joseph Steward (stagioni 2-5, guest stagione 1)
Signore della droga dell'Eastside, estremamente scaltro e manipolatore, condivide con Stringer Bell il pragmatismo che lo porta a preferire il compromesso alla guerra tra gang, ritenendolo molto più redditizio. Ha un negozio di riparazione orologi, che usa come copertura.
Con Avon in carcere, nella seconda stagione stringe un accordo con Stringer, secondo il quale in cambio di alcune zone di spaccio provvederà ad assicurare le forniture di droga. Joe è l'unico contatto col principale canale di fornitura di Baltimora, i greci del porto, e fonderà una vera e propria cooperativa con Stringer e quasi tutti i trafficanti della città. Questo nuovo equilibrio viene messo in pericolo nella terza stagione, a causa del rilascio di Avon, che è troppo legato alla figura del gangster tradizionale e poco avvezzo ai compromessi e alle spartizioni. Suggerirà tra le righe a Stringer di liberarsi dello scomodo capo.
Dopo il nuovo arresto di Avon, nella quarta stagione dovrà confrontarsi con l'ultimo ostacolo alla cooperativa: l'emergente Marlo che, approfittando dell'indebolimento del clan Barksdale, punta a prendersi tutte le sue zone. Per convincere il giovane gangster a unirsi alla cooperativa, fa una soffiata a Omar in merito a una partita di poker tra criminali con molti soldi in ballo; di conseguenza Omar fa irruzione e rapina tutti i presenti, tra cui lo stesso Marlo. Joe userà questo episodio per offrire a Marlo protezione da questi e altri imprevisti, grazie alla sua fitta rete di contatti e conoscenze a vari livelli. Marlo si rivolgerà a lui quando scoprirà della telecamera piazzata da Herc, constatando la saggezza dei suoi consigli e decidendo di fidarsi di lui. 
Nel frattempo Omar, che ha capito di essere stato manipolato da Joe, entra nel negozio e, sotto la minaccia delle armi, si fa dare come risarcimento le informazioni relative a una grossa fornitura di eroina in arrivo. Omar ruberà il carico e in un secondo momento offrirà di rivenderlo, tramite Joe, alla cooperativa al 20% del prezzo. Joe accetta l'offerta e dimostra tutta la sua scaltrezza, dicendo ai soci che il prezzo è del 30%, recuperando così buona parte delle sue perdite a scapito di Marlo e degli altri soci.
Marlo chiede a Joe di interrogare Cheese, che era presente alla consegna durante la rapina di Omar, ma questi non acconsente, preoccupato per la sorte del nipote (Cheese è figlio di sua sorella), che tra l'altro era presente anche durante l'irruzione di Omar nel negozio di Joe e conosce la verità sulla faccenda. Deve però acconsentire a presentare Marlo a Vondas, numero due dell'organizzazione dei greci.
Nella quinta stagione Joe continua a fare da mentore a Marlo, insegnandogli come riciclare il denaro e presentandogli l'avvocato Levy. Pensa così di avere il pieno controllo della cooperativa e di avere "addomesticato" il ragazzo, ma non ha fatto i conti con l'ambizione di quest'ultimo. 
Marlo infatti, dopo aver provato ad aprirsi un canale personale coi greci, e avendo ottenuto come risposta che tutto deve passare tramite Joe, decide di risolvere il problema alla fonte: corrompendo Cheese, che gli lascia campo libero, si presenta da Joe con Chris. Joe tenta di far leva sul fatto che lo ha trattato come un figlio, proponendo di sparire per sempre da Baltimora, ma Marlo lo fa uccidere da Chris con un colpo di pistola alla testa.

### I Greci

#### George Alexander "Double G" Glekas (stagione 2)
È il gestore di un magazzino di vendita all'ingrosso a Baltimora per conto del Greco. All'interno del magazzino vengono stipate anche le merci sottratte dai cargo arrivati nel porto. È anche uno dei punti di contatto tra le attività dei Greci e quelle di Proposition Joe.

Glekas viene indagato dalla polizia che investiga sulle attività illecite intorno al porto, ma viene ucciso prima di poter essere arrestato. Infatti viene assassinato dal giovane Ziggy Sobotka in seguito a un litigio sul prezzo di alcune auto rubate da Zobotka. Dopo averlo assassinato, Ziggy aspetta l'arrivo della polizia in preda alla disperazione, e confessa il delitto.

### Banda di Omar

#### Omar Little (stagioni 1-5)
Capo della sua banda, Omar Devone Little è un freelance che vive derubando gli altri spacciatori, andando da quelli di alto calibro (inizialmente i Barksdale, successivamente gli Stanfield e Proposition Joe) lavorando con Kimmy e Tosha oltre che con i suoi fidanzati. Tosha morirà dopo uno scontro a fuoco (avvenuto con la banda dei Barksdale) avvenuto durante la terza stagione.
Nonostante questa sua vita sregolata (lui sostiene di essere sopravvissuto a lungo vivendo alla giornata) ha avuto più colloqui con la polizia, in particolare con McNulty e Bunk (oltre che con l'informatore "Bubbles") incastrando tramite una testimonianza in tribunale Bird.
Dopo aver guadagnato circa 50.000 in cocaina derubando Cheese decide che ne ha abbastanza ritirandosi a San Juan (Porto Rico) con Renaldo. Tuttavia Marlo decide di tenere una taglia su Omar e per farlo ritornare dal ritiro uccide il suo caro amico Butchie; Omar, ferito dall'omicidio di Butch (avvenuto per mano di Chris e Snoop che lo hanno torturato nel suo bar per tentare di scoprire dove si fosse nascosto Omar senza riuscirci), decide di tornare a Baltimora per andare all'assalto di Marlo. Tuttavia Omar avrà la peggio venendo ucciso da Kenard, bambino dell'organizzazione di Marlo (precedentemente alleato di Barksdale) mentre si trovava in un negozio sudcoreano.
Durante la serie Omar ha ucciso membri delle bande rivali Stinkum, Stringer Bell (con l'ausilio di Brother Mouzone) e Savino.
Omar è gay ed è stato fidanzato in ordine con Brandon (la cui morte viene vendicata con l'esecuzione di Stringer Bell), Dante e Renaldo, e il suo personaggio è ispirato a spacciatori degli anni '80 di Baltimora come Shorty Boyd, Donnie Andrews, Ferdinand Harvin, Billy Outlaw ed Anthony Hollie che tra il 1980 e il 2000 hanno derubato altri spacciatori. Va sempre in giro munito di shotgun ed è anche molto bravo a maneggiare le pistole. Ha un fratello Anthony (soprannominato Senza Cuore) che è in carcere dagli anni '90 per via di una rapina in una gioielleria.

#### Brandon Wright (stagione 1)
Brandon è uno dei fidanzati di Omar, nonché complice delle sue attività criminose. Durante la prima rapina ai Barksdale, Brandon pronuncia per errore il nome di Omar di fronte ai gangster derubati. Da quel momento i Barksdale sanno chi è il loro nemico, e cominciano a dare la caccia a Omar (Avon mette addirittura una taglia sulla testa di Omar e della sua banda). Una sera Brandon sta giocando a flipper in un bar di Baltimora, quando viene riconosciuto da Wallace e Poot, giovani spacciatori al soldo di Barksdale. I due ragazzi avvertono immediatamente i capi della banda, che inviano Wee-Bey, Bird e Stinkum a prelevare Brandon. Il malcapitato ragazzo viene torturato crudelmente, ucciso e lasciato marcire per giorni in strada. La sua morte sconvolge Omar, che dichiara guerra totale ed eterna ai Barksdale, non disdegnando addirittura piccole collaborazioni con la polizia. Dei tre assassini, Wee-Bey e Bird finiranno condannati all'ergastolo, mentre Stinkum viene ucciso proprio da Omar in un'imboscata. Anche il giovane Wallace rimane scioccato dalle crudeltà inflitte al povero Brandon, e comincia a provare disgusto per la vita di strada.

### Altri

#### Reginald "Bubbles" Cousins (stagioni 1-5)
Il personaggio di Bubbles incarna una delle poche storie di speranza, in una serie che presenta un deciso pessimismo di fondo.
Tossicodipendente di lunga data, vive di espedienti e dei compensi ricevuti dalla polizia, per la quale fa l'informatore, fornendo non di rado preziosi contributi per le indagini.
Nei periodi in cui non vive per strada, sta in un seminterrato a casa della sorella, che gliene concede l'uso a patto che non salga mai in casa.
Si iscrive a un gruppo di mutuo supporto per tossicodipendenti, alternando periodi di astinenza a frequenti ricadute.
Nel corso della quarta serie fa da mentore a un ragazzo di nome Sherrod: da un lato cerca (senza successo) di fargli frequentare la scuola, spacciandosi per suo zio, ma dall'altro continua a trascinarlo in una vita ai margini, dormendo in un box abbandonato e vivendo alla giornata in cerca di una dose. Bubbles viene preso di mira da un tossicodipendente violento, che più volte lo picchia derubandolo di soldi e droga. Dopo aver cercato invano aiuto da Herc, decide quindi di farsi giustizia da solo e inserisce del potente veleno in una fiala di droga, da consegnare al malvivente alla prossima aggressione. La mattina successiva si sveglia e trova Sherrod morto, che mentre lui dormiva ha trafugato la fiala dalla sua giacca e se l'è iniettata, scambiandola per eroina.
Distrutto dal rimorso, si costituisce alla omicidi, dove dopo l'interrogatorio tenta anche il suicidio impiccandosi. Il sergente Landsman, impietosito, decide di catalogare la morte di Sherrod come accidentale e far detenere Bubbles in una struttura psichiatrica.
Nella quinta stagione è uscito dalla clinica e ha dato un taglio netto alla sua dipendenza da eroina: non si fa da un anno, lavora come venditore di giornali e presta volontariato in una mensa per poveri. 
L'indagine in corso per il presunto serial killer dei barboni, porta la stampa a prestare particolare attenzione al mondo degli ultimi, e un inviato del Baltimore Sun fa la sua conoscenza durante una visita alla mensa, decidendo di approfondire la sua storia personale. Un lungo articolo del giornale sarà dedicato a Bubbles e alla sua storia di riscatto. Nel finale della serie vediamo che la sorella gli ha permesso di salire dal seminterrato e sedersi a tavola insieme a lei e alla nipote.

#### Johnny Weeks (stagioni 1-3)
Tossicodipendente e sieropositivo, fa spesso copia con Bubbles, separandosi da lui nel corso della terza stagione per andare a vivere in pianta stabile in una delle tre "zone libere" create da Colvin.
Verrà trovato cadavere, in seguito a un'overdose, durante le retata organizzata per smantellare Hamsterdam. Rawls farà portare via di nascosto il corpo, per evitare ulteriori ripercussioni negative d'immagine dalla vicenda.

#### Brother Mouzone (stagioni 2-3)
Brother Mouzone (che in arabo significa "pieno di giudizio") è un killer di New York. Non ha l'aria del classico gangster legato al traffico della droga: è vestito elegantemente, con un papillon rosso, porta gli occhiali, legge riviste e libri e parla con proprietà di linguaggio. Si presume che sia musulmano. Nonostante questo, è famigerato per la sua efficienza nel portare a compimento i lavori affidatigli. Per questa ragione, Avon Barksdale lo assolda per liberare le Torri dagli uomini dell'East Side, ignaro del fatto che essi siano lì a causa di un accordo tra Stringer Bell e il boss Proposition Joe. Il primo a farne le spese è Cheese, nipote di Prop Joe, che aveva sottovalutato la pericolosità del killer, e che da questi viene ferito. Per mantenere in piedi l'alleanza con Proposition Joe, Stringer scatena Omar contro Brother Mouzone. Per convincerlo ad ammazzare il newyorkese, Stringer rivela a Omar che era stato Mouzone a seviziare e assassinare un anno prima il suo ragazzo, Brandon. Omar dunque riesce a entrare nella camera di motel dove alloggia Brother Mouzone e a ferirlo alla gamba col suo fucile. Tuttavia Brother Mouzone riesce a convincerlo di non essere stato lui a uccidere Brandon, sicché Omar se ne va via e lo lascia vivere. Brother Mouzone di conseguenza ritorna a New York.
Un anno dopo Brother Mouzone è ancora risentito coi Barksdale per lo spiacevole episodio. Di conseguenza manda il suo tirapiedi Lamar in un locale gay per chiedere informazioni su Omar. Dopo alcuni tentativi andati male, riesce a prendere in ostaggio il nuovo fidanzato di Omar, Dante, e a ottenere un incontro col ladro. Dopo un serrato confronto, i due criminali decidono di allearsi per vendicarsi di Stringer, che aveva ingannato entrambi. Dunque Mouzone si reca da Avon Barksdale, reclamando la testa di Stringer e spiegando che questo è l'unico modo in cui il gangster possa mantenere la sua credibilità con i newyorkesi. Barksdale accetta a malincuore, e avverte Mouzone di un appuntamento di lavoro di Stringer in un cantiere. Il giorno dopo Brother Mouzone e Omar organizzano un'imboscata e uccidono Stringer. Prima di partire per New York, Mouzone rilascia Dante, tenuto ancora prigioniero in un motel, e regala a Omar la propria pistola.

#### Lamar (stagioni 2-3)
Lamar è la guardia del corpo di Brother Mouzone. Non è molto astuto, e si fa trarre in inganno da Omar, il quale riesce ad aver ragione di lui, entrare nella stanza del motel dove alloggia il suo capo e sparargli. L'anno seguente torna a Baltimora, sempre al seguito di Brother Mouzone. Il suo capo, avendo appreso che Omar è omosessuale, lo manda a cercarlo in diversi locali gay della città. Lamar si sente molto a disagio, essendo profondamente omofobo, e di conseguenza mette a disagio anche la clientela dei locali dove entra. Alla fine, grazie all'ostinazione con cui si presenta ogni sera a chiedere informazioni su Omar, riesce ad attirare in trappola il ragazzo del bandito, Dante. Una volta catturato, Dante viene torturato dai due newyorkesi per scoprire l'indirizzo di Omar.

#### Dennis "Cutty" Wise (stagioni 3-4, guest 5)
Cutty è un ex delinquente che è uscito di galera dopo 14 anni. Quando esce di galera le cose non sono più le stesse e il mondo è cambiato e lui fatica ad adattarsi. Oltre a questo va aggiunto che lui è comunque cambiato e decide di tagliarsi fuori dal business della droga aprendo una palestra tutta sua dove insegna ai ragazzi del quartiere la boxe tentando di allontanarli dalla strada.

## Sindacato del porto

### Francis "Frank" Sobotka (stagione 2)
Frank è un rispettato tesoriere polacco-americano per la Fratellanza Internazionale di Stevedores ai moli di Baltimora. In qualità di pater familias per la popolazione di scaricatori di porto, è suo compito gestire le finanze del sindacato e assicurarsi che i lavoratori siano assistiti - un compito reso più difficile dal declino dell'industria navale locale e dalla mancanza di ore disponibili . Nel disperato tentativo di restituire prosperità alle banchine, inizia a fare aperture a lobbisti e politici per sostenere iniziative che renderanno il porto un luogo di spedizione più attraente. I suoi due obiettivi principali sono far dragare il Canale del Chesapeake e del Delaware per aumentare la profondità delle navi in arrivo e riaprire il molo di grano. Bruce DiBiago, un lobbista, fa da tramite tra Sobotka e politici come il senatore dello stato Clay Davis.
Per ottenere i fondi necessari per pagare le tangenti, Sobotka fa un accordo con i gangster europei "Il Greco" e Spiros "Vondas" Vondopoulos per contrabbandare le merci attraverso il porto. Navi con contrabbando come droghe e prostitute saranno etichettate dalla co-unione sindacale di Frank Thomas "Horseface" Pakusa, con le casse che scompaiono nel sistema informatico e scacciate dall'uomo greco Sergei "Serge" Malatov. Il nipote di Frank, Nick Sobotka, un altro membro del sindacato, funge da intermediario per suo zio e Vondas trasmettendo messaggi e consegnando liste di contenitori da spostare. All'insaputa di Frank, il suo figlio tormentato, Chester "Ziggy" Sobotka, accompagna spesso Nick a questi incontri.
Le attività criminali di Frank cominciano a essere sospettate dalla polizia in seguito a una contesa con Stan Valchek, un maggiore del dipartimento di polizia di Baltimora, il cui dono di una vetrata a una chiesa locale è stato eclissato dalla finestra più elaborata di Sobotka (una mossa per avere il prete avvicina Frank a un senatore della sua congregazione). Sospettoso di come un scaricatore di porto potrebbe avere così tanto reddito disponibile, Valchek riesce a convincere il commissario Ervin Burrell a radunare un particolare per indagare sulle attività di Sobotka. L'indagine guadagna ulteriore trazione con la scoperta di tredici ragazze morte in un container ("can"), che si rivelano essere prostitute contrabbandate dal greco.
Frank è infuriato perché il traffico di esseri umani sta avvenendo nel suo porto. Affronta Vondas, chiedendo il motivo per cui non è stato informato al riguardo, così che avrebbe potuto prendere ulteriori precauzioni. Vondas sottolinea che Frank ha detto di non volere sapere cosa i greci stavano contrabbandando nel paese (per prendere le distanze da un'ulteriore responsabilità penale). Frank dice che se qualcosa sta respirando all'interno di un contenitore, allora ha bisogno di saperlo. Con i detective che fanno domande sulle ragazze morte, alcuni strani approcci con il suo cellulare, e i suoi sospetti sul coinvolgimento del suo amico Ufficiale Beadie Russell nel caso, Frank diventa sempre più nervoso. Esige di incontrare il greco e gli dice che vuole uscire. Il greco, che ha bisogno del sistema di Frank, oggetti. Nick poi chiede più soldi per loro di assumersi il rischio extra. Il greco e Frank sono d'accordo con questo accordo, ma Frank è sempre più a disagio e il suo mondo procede a districarsi.
Verso la fine della stagione, Frank viene arrestato con l'accusa di contrabbando dopo che il dettaglio è stato spinto a fare arresti. Valchek accompagna personalmente un compliant Frank fuori dalla sala sindacale in manette, e l'attenzione dei media che ne deriva porta i legislatori a tagliare i loro legami. Con i suoi sforzi per salvare il porto affondato, e con Ziggy arrestato per aver ucciso un recinto e Nick voleva vendere droga, Sobotka decide di accettare il consiglio di Russell e di trasformare l'informatore in The Greek.
Prima di passare informazioni alla polizia, The Greek organizza un incontro in cui a Frank verrà offerto di fare in modo che la testimonianza di uno stato cambi la propria storia al processo di Ziggy in cambio del silenzio di Frank. Tuttavia, il greco viene informato dal suo uomo nell'FBI che Frank sta per diventare informatore. Frank è stato visto per l'ultima volta vivo camminando risolutamente sotto un ponte per il rendez-vous con The Greek, nel tentativo finale di salvare suo figlio. Il corpo di Frank viene trovato nel porto il giorno seguente, con ferite multiple da arma da taglio e la gola tagliata. Gli investigatori osservano che numerose ferite di difesa indicano che è morto combattendo. Dopo la sua morte, i suoi colleghi scaricatori di porto, in omaggio a Frank, lo rieleggono come tesoriere in spregio degli ammonimenti federali, che portano alla dissoluzione del suo ufficio sindacale locale.

### Chester Karol "Ziggy" Sobotka (stagione 2)
Ziggy è il figlio di Frank Sobotka, nonché cugino di Nick. È uno scaricatore nel porto di Baltimora ed è coinvolto nel sindacato del padre, ma anche in piccole attività criminali. Come molti altri scaricatori del porto, Ziggy frequenta il bar di Delores, dove diverte gli altri clienti con le sue bizzarrie da ubriaco (come denudarsi in pubblico, o far bere alcol a un'anatra). Non è un gran lavoratore, e viene spesso licenziato, salvo poi essere riassunto grazie all'influenza del padre. La sua mancanza di maturità fa sì che gli vengano affidati perlopiù lavoretti di poca responsabilità. Ha un buon rapporto con Nick, che cerca di coinvolgere spesso nelle sue attività collaterali. Nonostante sia considerato generalmente un inetto e un raccomandato, ha anche alcune abilità: per esempio è abbastanza bravo nell'informatica, e grazie a questo riesce a dare una mano a Nick nelle sue trattative coi Greci.
Al momento della scoperta delle tredici donne morte in uno dei container del porto, Ziggy è coinvolto nell'acquisto di una partita di droga dal pusher "White Mike" e cerca invano di coinvolgere Nick nell'affare. Ziggy rivende la droga per le strade di Baltimora Est tramite uno spacciatore noto come Frog: quando quest'ultimo finge di essere stato rapinato per tenersi i soldi della vendita, Ziggy si trova nei guai con White Mike. Sicché, per rimediare i soldi mancanti, Ziggy (assieme a Nick) organizza il furto e la ricettazione di una spedizione di camere digitali: il ricettatore è George Double G Glekas. L'affare va bene e Ziggy riesce finalmente a guadagnare un po' di soldi, che sperpera nell'acquisto di una costosa giacca di pelle.
Successivamente Ziggy rimane incastrato in un nuovo affare di droga, e si ritrova a essere debitore di Cheese, il nipote di Proposition Joe. Gli scagnozzi di Cheese rubano la macchina di Ziggy e danno al ragazzo una settimana di tempo per trovare il denaro necessario. Viene salvato da Nick, che riesce a intercedere presso il Greco. Quest'ultimo assolda i due giovani per ricettare i componenti chimici che il Greco usa per trattare la cocaina. Anche in questo caso, la paga è generosa. Ziggy comunque si sente ferito nell'orgoglio.
In un ulteriore tentativo di dimostrare il proprio valore, Ziggy tenta infine un nuovo colpo con Double G: il furto di alcune auto di lusso. Al momento del pagamento, Double G rifiuta di dare a Ziggy la somma pattuita. Furioso, Ziggy uccide il ricettatore con una fucilata, e ferisce uno dei suoi garzoni: dopodiché sale sulla propria auto e, in lacrime, attende l'arrivo della polizia.
Arrestato, Ziggy offre una confessione piena e viene incriminato senza problemi. Frank Sobotka lo va a trovare in cella, e ha un ultimo drammatico confronto col figlio: quest'ultimo lo incolpa di aver sempre anteposto gli interessi del sindacato all'affetto paterno. Successivamente Ziggy viene condannato e spedito in carcere.